# متئو ماتیتزی
متئو ماتیتزی (انگلیسی: Matteo Matteazzi؛ زادهٔ ۲۵ آوریل ۱۹۷۱) بازیکن فوتبال اهل ایتالیا است.